# John Nash (arquiteto)
John Nash (Lambeth, 18 de janeiro de 1752 - Cowes, 13 de maio de 1835) foi um arquiteto britânico nascido na Inglaterra.

## Carreira
Um dos principais arquitetos britânicos das eras Georgiana e Regencial, durante a qual foi responsável pelo projeto, nos estilos neoclássico e pitoresco, de muitas áreas importantes de Londres. Seus projetos foram financiados pelo príncipe regente e pelo desenvolvedor imobiliário mais bem-sucedido da época, James Burton. Nash também colaborou extensivamente com o filho de Burton, Decimus Burton.
Os projetos solo mais conhecidos de Nash são o Royal Pavilion, em Brighton; Arco de mármore; e Palácio de Buckingham. Sua colaboração mais conhecida com James Burton é Regent Street e suas colaborações mais conhecidas com Decimus Burton são Regent's Park e seus terraços e Carlton House Terrace. A maioria de seus edifícios, incluindo aqueles para os quais os Burtons não contribuíram, foram construídos pela empresa de James Burton.

## Obras selecionadas
- Palácio de Buckingham (1825-1835)
- Pavilhão de Brighton (1815-1823)
- Regent's Park
- Igreja de Langham Place
- Teatro de Haymarket
- The Royal Mews